# Cantone di Savenay
Il Cantone di Savenay era una divisione amministrativa dell'arrondissement di Saint-Nazaire.
È stato soppresso a seguito della riforma complessiva dei cantoni del 2014, che è entrata in vigore con le elezioni dipartimentali del 2015.
Comprendeva i comuni di:
- Bouée
- Campbon
- La Chapelle-Launay
- Lavau-sur-Loire
- Malville
- Prinquiau
- Quilly
- Savenay